# Elaphoglossum lellingeri
Elaphoglossum lellingeri är en träjonväxtart som beskrevs av John T. Mickel. Elaphoglossum lellingeri ingår i släktet Elaphoglossum och familjen Dryopteridaceae. Inga underarter finns listade.